# Mako (SeaWorld Orlando)
Mako im Freizeitpark SeaWorld Orlando (Orlando, Florida, USA) ist eine Stahlachterbahn vom Modell Hyper Coaster des Herstellers Bolliger & Mabillard, die am 10. Juni 2016 eröffnet wurde. Die 1450,8 Meter lange Strecke erreicht eine Höhe von 61 Metern, aus der die Züge auf eine Höchstgeschwindigkeit von 117,5 km/h beschleunigt werden. Auf Grund der Höhe zählt sie zur Kategorie der Hyper Coaster.

## Geschichte
Mako wurde am 27. Mai 2015 der Öffentlichkeit vorgestellt. Im August wurden die ersten Teile der Achterbahn an den Park geliefert und Anfang Januar der Lifthill sowie die erste Abfahrt fertiggestellt.
Während die restlichen Bauarbeiten voranschritten, wurde am 16. Februar 2016 der erste Wagen des Zuges bei einem Pressetermin enthüllt.

## Thematisierung
Der Name Mako bezieht sich auf Makohaie, welche zu den schnellsten Haien zählen. Der Eingang der Station wird in der Nähe der bisherigen Attraktion Shark Encounter errichtet.

## Technik

### Schiene
Die Schienenstrecke ist 1450,8 Meter lang und der Lifthill ist 61 Meter hoch. Die Schienen sind – mit Ausnahme der violetten Oberseite – blau und die Stützen hellblau. Die Schienenart, die auf Mako zum Einsatz kommt, ist die Bolliger-&-Mabillard-Standard-Boxschiene. Sie besteht aus einem massiven rechteckigen Stahlkörper. Von diesem Körper ausgehend befinden sich die eigentlichen Leitrohre durch einzelne Streben verbunden leicht nach außen versetzt darüber.

### Züge
Bei Mako kommen drei aus Fiberglas und Stahl gefertigte Züge zum Einsatz. Jeder von ihnen besitzt sieben Wagen mit jeweils vier Sitzplätzen pro Sitzreihe. Ein Zug fasst somit 28 Fahrgäste. Als Rückhaltesystem kommen einrastende Schoßbügel zum Einsatz.
Die Zugverkleidung ist in mehreren Blautönen gestaltet und die Front dem namensgebenden Hai nachempfunden. Die Sitzschalen und Bügelstangen sind violett und die Bügelkissen türkis. Die Radaufhängungen sind in grau gehalten.

## Rekorde
Mako war zum Eröffnungszeitpunkt die schnellste und längste Achterbahn Floridas und erreicht die gleiche Höhe wie der vorherige Rekordhalter SheiKra im Schwesterpark Busch Gardens Tampa.